# St. Georg (Ankawa)

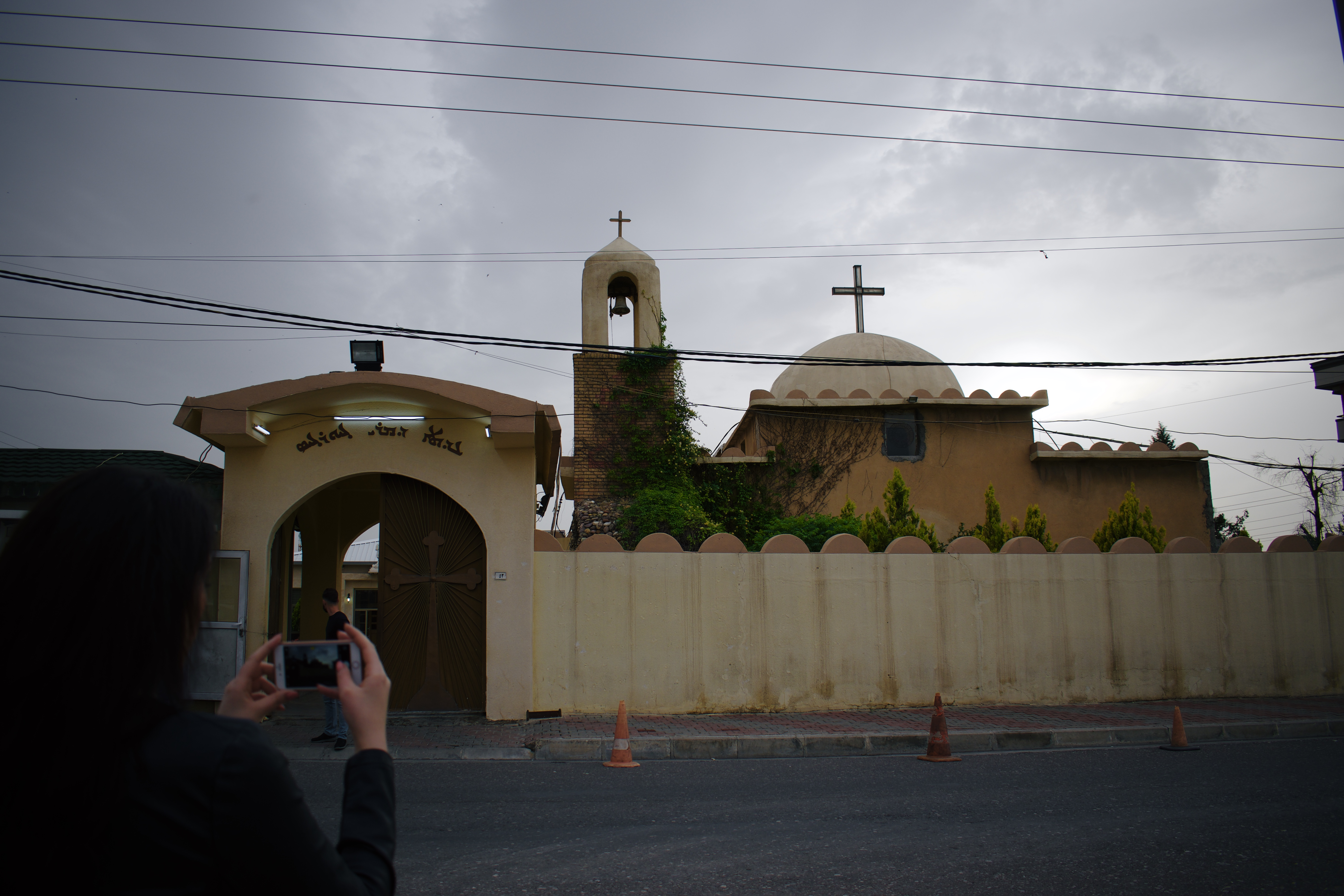
Georgskirche in Ankawa, 2018

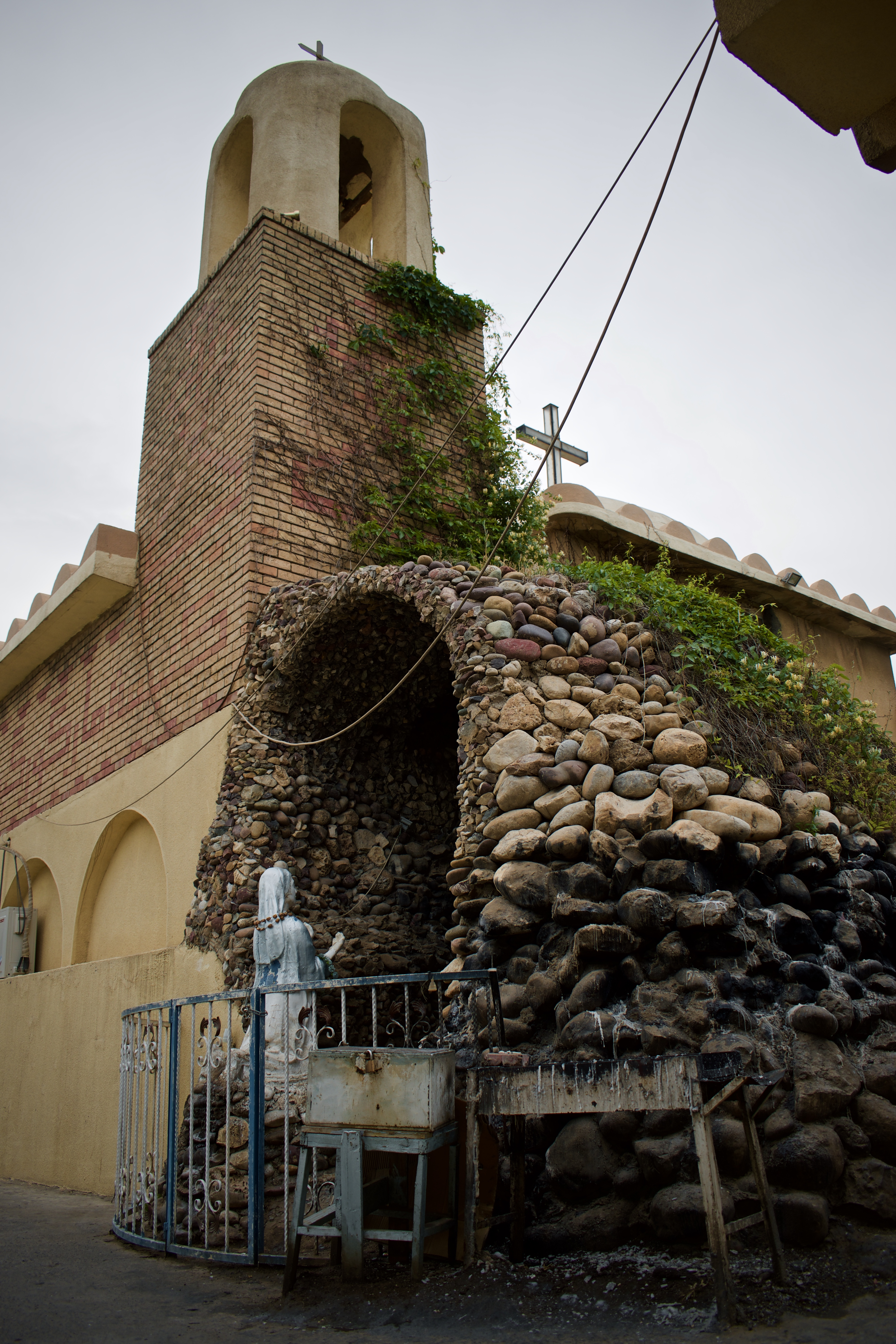
Lourdesgrotte bei St. Georg in Ankawa, 2018

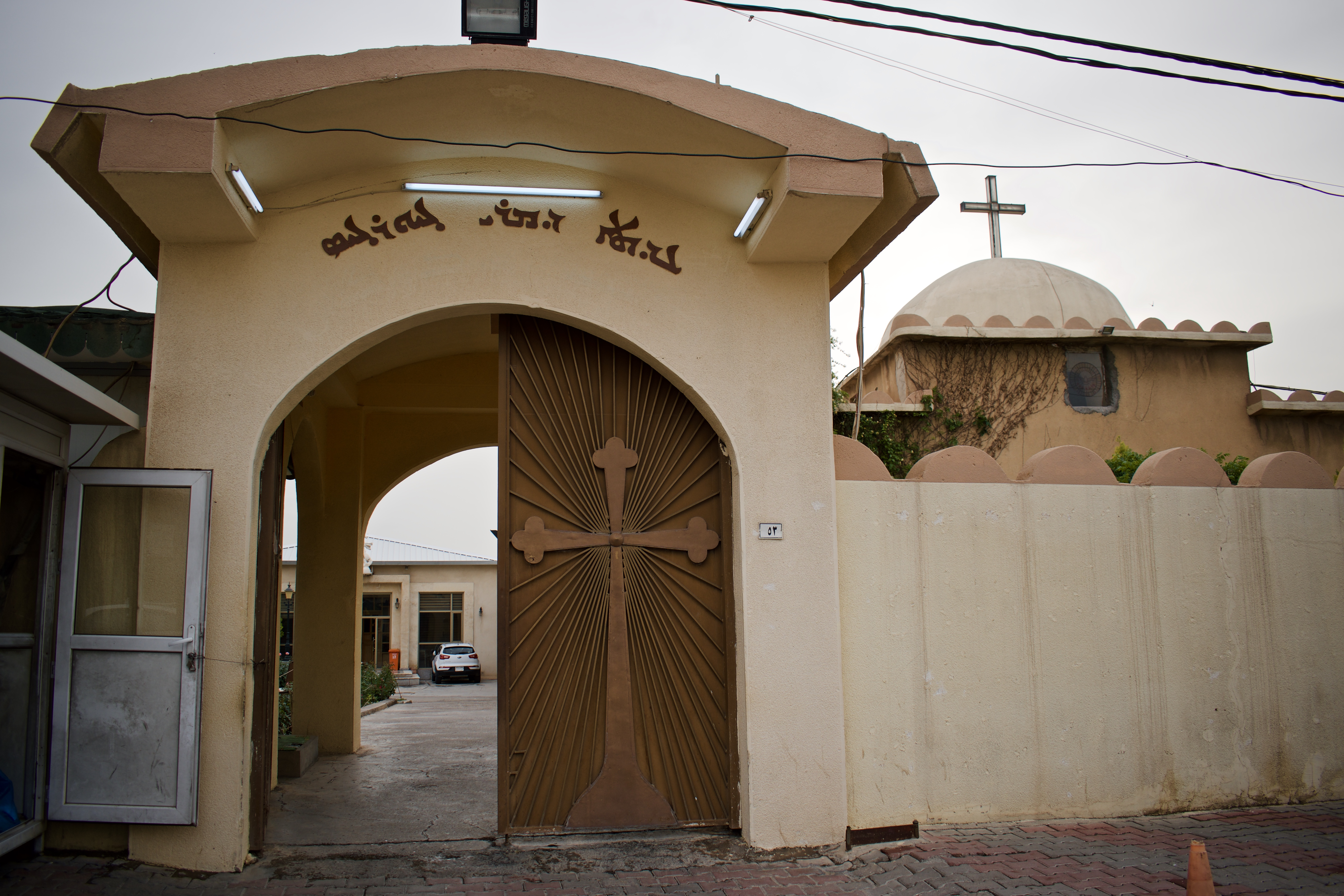
Eingangstor zu St. Georg in Ankawa, 2018

Die Kirche Mar Gewargis, die Georgskirche (arabisch كنيسة مار كوركيس; syrisch ܥܹܕܬܐ ܕܡܵܪܝ ܓܝܼܘܲܪܓܝܼܣ ܓܲܘ ܥܲܢܟܵܒ݂ܵܐ), ist eine Kirche in der irakischen Stadt Ankawa, die im 9. Jahrhundert errichtet wurde. Sie gehört zur Erzeparchie Erbil der Chaldäisch-katholischen Kirche und liegt im alten Teil Ankawas.

## Standort
Die chaldäische Kirche Mar Gewargis steht im nördlichen Teil des historischen Kerns von Ankawa auf 413 m Meereshöhe, keine 50 m westlich gegenüber einem Qasra („Burg“) genannten Hügel (Tell) aus assyrischer Zeit mit archäologischen Ausgrabungen, etwa 150 m südlich der syrisch-katholischen Mart-Schmoni-Kirche, rund 500 m westnordwestlich der assyrischen Johanneskathedrale, etwa 500 m westlich der chaldäischen St.-Elias-Kirche, rund 800 m nordnordwestlich der chaldäischen Josefskathedrale und 2 km westlich der neuen syrisch-orthodoxen Kirche Unserer Lieben Frau vom Licht.

## Geschichte
Die chaldäische Kirche Mar Gewargis gilt als eine der ältesten Kirche der Region Erbil. Auf einer 1995 bei Ausgrabungen im Martyrion gefundenen Tafel wird das Jahr 1127 Alexanders des Großen, entsprechend dem Jahr 816 n. Chr. genannt. In diesem Jahr fanden laut Tafelinschrift unter dem Patriarchen Mar Elia Bauarbeiten an der Kirche Mar Gewargis statt. Auf einer im Dezember 2017 gefundenen Tafel wird der Priester Hormuzd als Leiter der Gemeinde genannt, der am 4. November 925 starb und hier begraben wurde. Das Gebäude wurde über die vielen Jahrhunderte hinweg etliche Male um- und ausgebaut, bis es wahrscheinlich im 19. Jahrhundert seine heutige Gestalt annahm. 1805 wurde die Kirche unter Mar Youhannan durch einen 13 m langen und 4,5 m breiten Anbau erweitert. In Inschriften angegebene Erneuerungsjahre sind 1716 (unter Mar Elia XI. Maraugin), 1857 (unter Papst Pius IX. und Patriarch Joseph Audo), 1900 bis 1903 (unter Papst Leo XIII.), 1905 (unter Papst Pius X. und Patriarch Mar Joseph Emmanuel II. Toma), 1922 bis 1927 (unter Papst Pius XI. und Mar Joseph Emmanuel II. Toma), 1975 (unter Papst Paul VI. und Patriarch Mar Paul Cheikho), 1988 (unter Papst Johannes Paul II. und Mar Paulus II. Cheikho) sowie 1995 bis 1996 (unter Papst Johannes Paul II. und Patriarch Raphael I. Bidawid).

## Architektur
Die 30 m lange und 15 m breite chaldäische Kirche Mar Gewargis ist aus Steinen, Ziegeln und Gips konstruiert. Sie ist eine schlichte dreischiffige Basilika ohne Querschiff. Im Südosten des Gebäudes sind die beiden Eingangstüren, eine für Männer und eine für Frauen. Die Gewölbe der Kirche ruhen auf 1 m dicken Säulen, die eine quadratische Basis haben. Das Hauptschiff hat eine flache Decke, während die schmaleren Seitenschiffe Spitzbögen besitzen. Vom Hauptschiff zum Chor führen die großen rundbogigen Königlichen Türen, welche die ganze Breite des Chors einnehmen. Über den Türen befindet sich ein Relief des Heiligen Georg des Drachentöters, das laut Inschrift aus dem Jahre 1920 stammt. Der nach Nordost ausgerichtete Altar ruht auf mehreren Stufen. Von den beiden Seitenschiffen führen weitere rundbogige Türen zu den Seitenaltären. Über dem Chor am nordöstlichen Ende der Kirche ruht die schlichte halbkugelige Kuppel. Am östlichen Seitenschiff steht als Erweiterung der Glockenturm. Hinter dem Eingangsportal befindet sich eine Nachbildung der Grotte Unserer Lieben Frau von Lourdes. Der Garten ist im Nordwesten der Kirche und war früher ein Friedhof.